# Tom Bosworth
Thomas Stewart „Tom“ Bosworth, MBE (* 17. Januar 1990 in Pembury, Kent) ist ein britischer Geher und Olympionike (2016).

## Werdegang
Bei den Commonwealth Games 2010 in Neu-Delhi wurde er für England startend Elfter im 20-km-Gehen. 2010 wurde er Britischer Meister über 20 km sowie 2011 über 10 km Gehen.
Über die 20 km Gehen wurde er bei den Europameisterschaften 2014 in Zürich Zwölfter und kam bei den Weltmeisterschaften 2015 in Peking auf den 24. Platz. Bei den Olympischen Spielen 2016 in Rio de Janeiro wurde er Sechster.
Bei den Weltmeisterschaften 2017 in London wurde er disqualifiziert. 2018 gewann er bei den Commonwealth Games in Goldcoast mit persönlicher Bestleistung von 1:19:38 Stunden die Silbermedaille im 20-km-Gehen. Im selben Jahr belegte er bei den Europameisterschaften in Berlin den siebten Platz.
Von 2014 bis 2018 wurde er Britischer Meister im 5000-Meter-Gehen und von 2015 bis 2018 Britischer Hallenmeister im 5000-Meter-Gehen.
Im Oktober 2015 outete er sich in einem Interview mit der BBC als homosexuell.
2025 wurde er für seine Verdienste um den Geher zum Member des Order of the British Empire (MBE) ernannt.

## Persönliche Bestzeiten
- 3000 m Gehen (Halle): 10:30,28 min, 25. Februar 2018, Glasgow (britischer Rekord)
- 5000 m Gehen: 18:43,28 min, 2. Juli 2017, Birmingham (britischer Rekord)
  - Halle: 18:28,70 min, 25. Februar 2018, Birmingham (britischer Rekord)
- 10 km Gehen: 39:36 min, 1. März 2015, Coventry (britischer Rekord)
- 20.000 m Gehen: 1:25:28,4 h, 21. Juni 2015, Bedford
- 20 km Gehen: 1:19:38 h, 8. April 2018, Gold Coast (britischer Rekord)